# Martin Behaim
Martin Behaim of Martinho da Boémia (Neurenberg, 6 oktober 1459 – Lissabon, 29 juli 1507) was een Duitse koopman en geograaf. Hij ontwierp in 1490-1492 de Erdapfel, de oudste bewaard gebleven wereldbol.

## Leven
Behaim was de zoon van een patricische handelaar uit Neurenberg. Na de dood van zijn vader kwam hij onder de voogdij van zijn oom, die hem in 1474 naar de Bourgondische Nederlanden stuurde om de lakenhandel onder de knie te krijgen. Hij werkte in Mechelen en vanaf 1479 in Antwerpen. 
In 1484 verhuisde Behaim naar Lissabon in Portugal, dat toen sterke handelsbanden had met Vlaanderen. Hij verwierf er een positie aan het hof van koning Johan II en werd het volgende jaar zelfs geridderd. Mogelijk importeerde hij navigatie-instrumenten uit zijn geboortestad en verstrekte hij geografisch en astronomisch advies, maar zijn exacte functie is niet duidelijk. Hij beweerde een leerling te zijn van Regiomontanus. Hoewel deze astronoom in Behaims buurt woonde tijdens diens jeugdjaren, sluit zijn vertrek naar Vlaanderen op vijftienjarige leeftijd een grondige wetenschappelijke scholing uit.
In de context van de Portugese expansie maakte Behaim een zeereis naar West-Afrika, vermoedelijk met João Afonso de Aveiro. Hij trouwde in 1486 met Joana de Macedo en ging op het Portugese eiland Faial in de Azoren wonen. Zijn schoonvader, Josse van Huerter, was er gouverneur en hoofd van de Vlaamse gemeenschap. Behaim ging niet mee met de westelijke expeditie die Ferdinand van Olmen in 1487 naar zijn ondergang voerde.
In 1490 keerde Behaim terug naar Neurenberg om de familiezaken te beheren en zijn beroemde globe, de Erdapfel te ontwerpen. Deze toont een kleine Atlantische Oceaan, met Cipangu op ongeveer twee derde tussen het Europese en het Aziatische vasteland. Dit is dezelfde (onjuiste) zienswijze die Christoffel Columbus er in dezelfde jaren toe bracht de Atlantische Oceaan in westelijke richting over te varen. Nogal wat speculatie over contacten tussen Behaim en Columbus is hieruit voortgevloeid, maar er is zelfs geen bewijs dat ze elkaar kenden. Veeleer moet worden aangenomen dat hun wereldbeeld gemeenschappelijke wortels had en dat de positie van Columbus minder excentriek was dan soms wordt aangenomen. 
Via Vlaanderen en Lissabon keerde Behaim in 1493 terug naar Faial, waar hij verbleef tot 1506. Op 29 juli 1507 overleed hij terwijl hij voor zaken in Lissabon was.

## Eerbetoon
Een portretbuste van Martin Behaim werd omwille van zijn wetenschappelijke verdienste opgenomen in de Ruhmeshalle te München, die van 1843 tot 1853 in opdracht van koning Ludwig I van Beieren werd gebouwd. In zijn geboortestad Neurenberg werd in 1890 een standbeeld van hem ingehuldigd.

## Voetnoten
1. ↑  David Abulafia, The Boundless Sea. A Human History of the Oceans, 2019, p. 525

- Bibliothèque nationale de France: cb12374984q (data)
- Gemeinsame Normdatei: 118654829
- International Standard Name Identifier: 0000 0000 8113 4000
- Library of Congress Control Number: n85089013
- Nationale Bibliotheek van Tsjechië: jx20050429002
- Nationale Bibliotheek van Israël: 987007272499305171
- Nationale Bibliotheek van Polen: a0000003654933
- Nederlandse Thesaurus van Auteursnamen: 074782169
- LIBRIS: 274478
- SNAC: w6pw34b8
- Système universitaire de documentation: 087210754
- Virtual International Authority File: 34537786
- WorldCat: E39PBJcWq7jKpfFrtBhHBppF8C